# Генкин, Ефим Борисович
Ефи́м Бори́сович Ге́нкин (настоящая фамилия — Розенталь) (1896, Ляды, Могилёвская губерния — 9 февраля 1938, Москва) — советский партийный и государственный деятель. Один из лидеров белорусской компартии в 1920 году.

## Биография
Родился в еврейской семье служащего. С августа 1913 по март 1917 года работал, давал уроки. Окончил гимназию в Смоленске в 1916 году, затем учился на первом курсе физико-математического факультета Московского университета.
В марте 1917 года вступил в РСДРП(б). Занимал различные должности в Смоленском комитете РСДРП(б) и Смоленском губкоме РКП(б). С января 1919 по май 1920 — секретарь Смоленского уездно-городского комитета РКП(б).
С 11 по 22 ноября 1920 года — секретарь Временного Центрального бюро Компартии Беларуси; одновременно возглавлял организационный отдел.
С 26 ноября 1920 по 15 октября 1921 года — член Центрального бюро КП(б) Беларуси. В этот период избирался секретарём ЦБ КП(б) Беларуси (26.11 — 16.12.1920, 18.12.1920 — 25.2.1921). Одновременно с декабря 1920 по июнь 1921 года — народный комиссар труда ССР Белоруссия; один из редакторов газеты «Звязда». В ходе дискуссии о роли профсоюзов на общем собрании коммунистов (Минск, январь 1921) выступил с защитой взглядов Л. Д. Троцкого. Общим собранием были приняты так называемые тезисы четырёх (Мясникова, Генкина, Кнорина, Вайнера) «О рабочей демократии», в которых отдельные положения троцкистской платформы были подвергнуты критике; в последующем IV съезд КП(б) Беларуси (Минск, 25.2 — 1.3.1921) поддержал ленинскую платформу. Борьба за руководство Компартией Беларуси, происходившая в конце 1920 — начале 1921 года между Е. Генкиным и В. Г. Кнориным, работавшим тогда заведующим агитационно-пропагандистским отделом ЦБ КП(б) Беларуси, привела к отстранению Е. Б. Генкина от должности секретаря, хотя он и оставался в составе Центрального бюро. Был делегатом 3-го и 4-го съездов КП(б) Беларуси.
В июне 1921 года был откомандирован в Армению, где с 26 июля 1921
по 25 мая 1922 года работал народным комиссаром финансов ССР Армении.
С июня 1922 до апреля 1928 — народный комиссар финансов Закавказской СФСР. С мая 1928 по август 1930 года — заведующий организационным отделом Закавказского крайкома ВКП(б), председатель ВСНХ Закавказской СФСР.
С сентября 1930 года исполнял обязанности заместителя народного комиссара финансов СССР, в феврале 1931 назначен на эту должность.
Одновременно с апреля 1931 года редактировал журнал «Финансы и социалистическое хозяйство», с ноября 1933 года — председатель комиссии Наркомата финансов СССР по печатанию материалов «Местные бюджеты СССР в первом пятилетии».
С 10 февраля 1934 — член Комиссии партийного контроля при ЦК ВКП(б), где руководил Финансовой группой; затем одновременно был начальником планового сектора Народного комиссариата тяжёлой промышленности СССР.
Арестован в Москве 11 октября 1937 года. 8 февраля 1938 года Военной коллегией Верховного суда СССР по обвинению в участии в контрреволюционной, террористической организации приговорён к смертной казни.
Расстрелян 9 февраля 1938 года на полигоне «Коммунарка».
Реабилитирован 28 мая 1955 года определением Военной коллегии Верховного суда СССР.

## Адреса
в Москве
- ул. Серафимовича, д.2 (Дом правительства), кв.199[2].